# 日本軍「慰安婦」問題アジア連帯会議
日本軍「慰安婦」問題アジア連帯会議（にほんぐんいあんふもんだいあじあれんたいかいぎ）は、日本軍の慰安婦問題の解決を標榜する国際会議。英語名は、Asian Solidarity Conference on the Issue of Military Sexual Slavery by Japan（日本政府による性奴隷制の問題に関するアジア連帯会議）

## 活動
2014年の第12回会議では、全世界が女性に対する重大な人権侵害であった慰安婦問題の解決を日本政府に求めているとし、元慰安婦に対する謝罪と賠償や義務教育段階での子供たちへの教育、「 誤った歴史認識」に基づく公人の発言の禁止などを日本政府に要求した。
2016年の第14回会議では、日本政府と大韓民国政府の間で「慰安婦問題が最終的かつ不可逆的に解決されることを確認」した慰安婦問題に関する日韓合意を「被害者と市民社会の熱望を踏みにじる重大な挑戦」として非難する声明を出した。

## 批判
フリージャーナリストの舘雅子は、1992年8月にソウルのYMCA会館で開かれた『アジア連帯会議』は、松井と福島瑞穂が仕切っていたと述べている。舘によると、元慰安婦の女性たちは会議の席上、事前に日本人と韓国人のスタッフから指導された通りに、自身の悲劇的な体験と語り、日本政府を非難した。台湾人の元慰安婦が日本兵に優しくしてもらったことを話し出すと、松井や福島が慌てて発言を遮ろうとしたという。タイの女性が「日本の軍隊ばかり叩くな！」、「イギリス兵はもっと悪いことをした」と異論を述べた際も、松井や福島が抑え込んだという。後にこれらの捏造と悪業を知った人々は日本と日本人男性を侮辱するのは差別的であり非国民、反日だと松井や福島の様な日本人女性を非難した。また男女平等を唱えるフェミニストを名乗りながらこの様な男性差別、女尊男卑的な活動をしている事も非難された。
なお、産経新聞の記事では、台湾女性やタイ人女性の発言を封じ込めた人物を、舘雅子は松井ではなく、高橋喜久江としている。
これに対し、「日本軍『慰安婦』問題解決全国行動」と｢第12回アジア連帯会議実行委員会｣は、８月６日付で以下の通りの訂正と取消の要求書を産経新聞社に送付した。①3面写真に「平成4年8月、ソウル市内で開かれた「挺身隊問題アジア連帯会議」で舞台に立つ元慰安婦女性ら（館雅子氏提供）」とのキャプションがつけられているが、この写真はバックに「問われる戦後補償　韓国遺族会　第一回口頭弁論」という文字が見え、「韓国太平洋戦争犠牲者遺族会」訴訟の第一回口頭弁論後の報告集会の写真ではないか、②「慰安婦」被害者は全員普段着で参加しており、チマ・チョゴリを着て参加した人は一人もおらず、必要であれば写真を提示することもできる、③1面記事は、日本からは「日本軍『慰安婦』問題行動ネットワーク」が参加としているが、当時このような名称の団体は存在していない（注：ただし、｢従軍慰安婦慰安婦問題行動ネットワーク」が参加していた。）、④当日、タイ在住のタイ人女性が1名参加しているがインド在住のタイ人女性が参加した事実はなく、引用のような発言もなく、日本語の怒鳴り声が会場に響いた事実もない、⑤台湾の報告者は「台湾『慰安婦』に関する初の報告書」とのタイトルで報告し、その内容は「これらの女性のほとんどが物質的補償を望んでいる。しかし、補償を望んでいるとはいえ、期待してはいない。もしも、日本政府が韓国の「慰安婦」に補償するなら、台湾の女性たちも補償されなければならない」「何人かは必ずしも物質的補償を受けなければならないとは思っていないが、彼女たちの健康状態が苦しくなれば、特別な支援を受けなければならなくなるだろう。彼女たちが物質的な補償を望む理由は、まず健康上の理由、遺族のため、または現在の窮乏生活のためである」「そのうち2名は特に台湾政府が日本政府から補償を受け取るために支援することを望んでいる」というもので、記事とは全く逆の内容である。結局１ヶ月後、産経新聞は写真と写真説明を取り消し、団体名を直す訂正記事を掲載したが、その他の点については、"改めて取材先である館雅子氏に確認したが、館氏自身が経験として述べておられる内容であって、事実であると認識している、従って訂正する事情はない”として、産経は訂正しなかった。なお、舘雅子は、1992年当時、婦人有権者同盟の機関誌1992年11月号に同会議の報告を書いているが、そこでは産経に書いたような事実は報告しておらず、むしろ会議について肯定的に書いていた。

## 脚註